# Wipers
Wipers foi uma banda americana de punk rock, formada pelo vocalista e guitarrista Greg Sage juntamente com  o baterista Sam Henry e o baixista Dave Koupal em Portland, Orégon no ano de 1977. A estrutura estrita em suas músicas e o uso de distorções pesadas foram aclamados como extremamente influentes por inúmeros críticos e músicos. A banda é considerada a primeira banda punk do noroeste do Pacífico.

## História

### Origens
O intenso interesse de Greg Sage pela música começou com o corte de discos em casa quando adolescente.
| “ | Tive muita sorte de ter meu próprio torno de corte profissional, quando estava na 7ª série, devido ao meu pai estar envolvido na indústria da transmissão. Eu cortava discos para amigos na escola, de músicas do rádio e aprendi a arte de gravar muito antes de aprender a tocar música. Eu passava inúmeras horas estudando os sons que cortava, sob o microscópio que ficava preso ao torno e adorava a aparência da música, se movendo e modulando dentro das paredes finas. Talvez eu tenha passado muito tempo estudando música através de um microscópio, porque isso me deu uma visão completamente diferente sobre o que é música, e uma compreensão totalmente oposta a ela. Havia algo muito mágico e particular quando eu ampliava, era o mundo secreto e ampliado do som em movimento. Cheguei ao ponto de que eu mesmo precisava criar e pintar minhas próprias cores nas paredes desses sons. | ” |

Inspirado por Jimi Hendrix, Greg logo começou a tocar guitarra e, em 1969, aos 17 anos, estreou profissionalmente em um álbum homônimo do lutador profissional Beauregarde.

### Formação e primeiros anos
Greg fundou o Wipers em Portland em 1977, junto com o baterista Sam Henry e o baixista Dave Koupal, originalmente apenas como um projeto de gravação. O plano era gravar 15 álbuns em 10 anos sem turnê ou promoção. Greg acreditava que a aura criada pela falta de tocar o tradicional rock 'n' roll faria as pessoas ouvirem suas gravações de maneira muito mais profunda e imaginativa. Também acreditava que seria fácil evitar a imprensa, shows, fotos e entrevistas, pois olhava a música como arte ao invés de entretenimento, com esse conceito em mente, pensava que a música era algo pessoal para o ouvinte, ao invés de uma mercadoria.
O primeiro single do Wipers, "Better Off Dead", foi lançado em 1978 pela Trap Records, do próprio Greg.
Greg queria fazer suas próprias gravações, fabricar e administrar sua própria gravadora sem financiamento externo. Em 1979, Greg se aproximou de várias bandas punk de Portland (incluindo Neo Boys, Sado-Nation e Stiphnoyds) e pediu que gravassem singles para sua nova gravadora Trap Records.
O primeiro álbum do Wipers, Is This Real?, foi lançado em janeiro de 1980 pela Park Avenue Records, uma gravadora que a banda esperava que ganhasse uma distribuição mais ampla. Foi gravado originalmente no estúdio de ensaios da banda em um gravador de 4 faixas, mas a gravadora insistia que a banda usasse um estúdio profissional. Uma vez lançado, o álbum ganhou seguidores cult, embora a banda fosse mais conhecida por seus shows ao vivo na área de Portland.
Henry saiu para se juntar ao The Rats, e Koupal se mudou para Ohio.
Mais tarde, em 1980, a Park Avenue lançou o EP Alien Boy, consistindo na faixa-título e três versões demo.
Com a nova seção rítmica do baixista Brad Davidson e do baterista Brad Naish (ex-Styphnoids), Wipers gravou um segundo álbum pela Park Avenue, o último pela gravadora. Youth of America, lançado em 1981, em contrapartida com as músicas punk curtas e rápidas da época. Segundo Greg, essa mudança de ritmo foi uma reação contra a tendência punk de lançar músicas curtas. O álbum, segundo Greg, não foi bem recebido nos Estados Unidos na época de seu lançamento, embora tenha se saído melhor na Europa. Juntamente com outros discos da banda, o Youth of America passou a ser reconhecido como um álbum importante no desenvolvimento do movimento underground e independente do rock americano no início dos anos 80.
O próximo álbum, Over the Edge, lançado em 1983 pela Trap via Brain Eater Records, foi o primeiro disco da banda a ganhar uma participação significativa pelos ares do rock moderno. Foi liderada pela música "Romeo", que já havia sido lançada no ano anterior como um single pela Trap. A banda embarcou em sua primeira turnê longa, documentada no álbum ao vivo em cassete Wipers Tour 84, que foi reeditado pela Enigma Records em 1985 como Wipers.
Em 1985, Naish foi substituído por Steve Plouf, e a Enigma lançou o primeiro álbum solo de Greg, Straight Ahead.
Assinando a divisão da Restless Records e Enigma, a banda lançou Land of the Lost, em 1986, a música "Let Me Know", fez parte da trilha sonora do filme River's Edge. Depois nos anos seguintes lançou os albuns Follow Blind (1987) e The Circle (1988).
Em 1989, o baterista Travis McNabb se juntou ao Wipers para uma turnê, durante a qual Greg anunciou que a banda estava terminando devido a frustrações nos negócios da música e a perda de seu espaço no estúdio. Ele então se mudou para Phoenix, Arizona. Davidson saiu e se mudou para Londres. Depois de construir um novo estúdio de gravação no Arizona, Greg lançou um segundo álbum solo, Sacrifice (For Love), em 1991.
Duas compilações foram lançadas nessa época: The Best of Wipers and Greg Sage em 1990 pela Restless e Complete Rarities '78–'90 em 1993 pela True Believer Records da Alemanha. Este último incluiu no primeiro Wipers, e o lado B "Romeo", com contribuições dos amostradores e material ao vivo de 1986 e 1989.
Greg retomou o Wipers em 1993, juntamente com Steve, lançando três álbuns adicionais como duo: Silver Sail (1993) e The Herd (1996), ambos da gravadora Tim/Kerr, e Power in One (1999) no novo Zeno Records de Greg. A banda se tornou inativa após 1999.
Em 2001, a Zeno lançou o Wipers Box Set, que incluía os três primeiros álbuns da banda, que até então estavam esgotados há muito tempo, junto com as músicas do EP Alien Boy e outros materiais ainda não lançados. A Jackpot Records e Greg mais tarde reeditaram Is This Real?, Youth of America e Over the Edge em vinil.

### Pós-Wipers
Henry formou Napalm Beach com Chris Newman em 1982. Ele continua sendo um músico ativo em Portland, Óregon, e continua tocando com Napalm Beach e na atual banda Don't, além de compositores populares do noroeste do Pacífico, como Pete Krebs, Morgan Grace e Jimmy Boyer.
Steve Plouf operava uma loja de artigos antigos da Zeno Records em Portland, chamada apropriadamente Zeno Oddities, que fechou entre 2009 e 2010.
McNabb formou The Beggars, e passou a trabalhar como baterista de sessões e turnês para artistas como Vigilantes of Love, Billy Pilgrim, Shawn Mullins, Indigo Girls, Brendan Benson, Howie Day, Dar Williams, Mandi Perkins, Big & Rich e Gavin DeGraw. McNabb foi membro do Better Than Ezra de 1996 a 2009. Em 2007, ele se juntou ao grupo de bluegrass/country Sugarland.
Davidson (que havia gravado anteriormente com o Rancid Vat produzido por Greg Sage em 1985) tocou baixo no EP Sound of Speed de The Jesus and Mary Chain em 1993.

## Influência e legado
Greg comentou mais tarde em sua recepção inicial: "Nós não éramos realmente uma banda punk. Veja, nós estávamos ainda mais longe no campo esquerdo do que no movimento punk, porque nem queríamos ser classificados, e isso era um tipo de território novo... Quando lançamos Is This Real?... ele definitivamente não se encaixava; nenhum de nossos discos se encaixava. Então nove, dez anos depois, as pessoas estão dizendo: "Sim, é um clássico punk dos anos 80".
Em 1992, o álbum de tributo Eight Songs for Greg Sage and the Wipers foi lançado pelo Tim/Kerr como um box set de quatro discos, incluindo músicas covers do Wipers feitas por bandas como Nirvana, Hole, Napalm Beach, M99, Dharma Bums, Crackerbash, Poison Idea e The Whirlees. A versão expandida intitulada Fourteen Songs for Greg Sage and the Wipers, também incluiu covers de Hazel, Calamity Jane, Saliva Tree, Honey, The Nation of Ulysses e Thurston Moore e Keith Nealy.
Wipers foi uma influência para o Nirvana, o vocalista Kurt Cobain, citou o Wipers como uma grande influência. Wipers ganhou notoriedade após a popular banda de grunge ter feito covers em 1992, de duas músicas do álbum Is This Real? ("D-7" no EP Hormoaning e "Return of the Rat" na compilação Eight Songs). O Wipers foi uma grande influência na cena musical do grunge em geral, também sendo citados por Melvins, Mudhoney e Dinosaur Jr.. Os discos da banda como Is This Real?, Youth of America e Over the Edge agora são amplamente considerados um dos maiores e mais influentes álbuns de punk rock de todos os tempos.

## Integrantes
| Última formação - Greg Sage – vocal, guitarra (1977-1989, 1993–1999) baixo (1993–1999, somente em estúdio) - Steve Plouf – bateria (1985-1988, 1993–1999) | Ex-integrantes - Sam Henry – bateria (1977–1980) - Dave Koupal – baixo (1977–1981) - Brad Naish – bateria (1981–1985) - Brad Davidson – baixo (1981–1987) - Travis McNabb – bateria (1989, integrante de turnê) |

## Discografia

### Álbuns de estúdio
- Is This Real? (1980, Park Avenue Records)
- Youth of America (1981, Park Avenue Records)
- Over the Edge (1983, Trap Records/Brain Eater Records)
- Land of the Lost (1986, Restless Records)
- Follow Blind (1987, Restless Records)
- The Circle (1988, Restless Records)
- Silver Sail (1993, Tim/Kerr)
- The Herd (1996, Tim/Kerr)
- Power in One (1999, Zeno Records)

### Álbuns ao vivo
- Wipers Tour 84 (1984, Trap Records)
- Wipers (1985, Enigma Records)

### EPs
- Alien Boy (1980, Park Avenue Records)

### Singles
- "Better Off Dead" (1978, Trap Records)
- "Romeo" (1981, Trap Records)
- "Silver Sail" (1993, Tim/Kerr)
- "The Herd" (1996, Tim/Kerr)
- "Insane" (1996, Tim/Kerr)

### Coletâneas
- The Best of Wipers and Greg Sage (1990, Restless Records)
- Complete Rarities '78–'90 (1993, True Believer Records)
- Wipers Box Set (2001, Zeno Records)
- Out Takes (2010, Jackpot Records)